# Douglas Water (vattendrag i Storbritannien, Argyll and Bute, lat 56,18, long -5,10)
Douglas Water är ett vattendrag i Storbritannien.   Det ligger i kommunen Argyll and Bute och riksdelen Skottland, i den nordvästra delen av landet, 600 km nordväst om huvudstaden London.